# Pedicularis hacquetii
La pedicolare di Hacquet (nome scientifico Pedicularis hacquetii Graf, 1834)  è una pianta parassita appartenente alla famiglia delle Orobanchaceae.

## Etimologia
Il nome generico (Pedicularis) deriva da un termine latino che significa "pidocchio" e si riferisce alla convinzione che queste piante infestino di pidocchi il bestiame al pascolo; altri giustificano l'etimologia del nome del genere all'opposto, ossia in quanto si pensa che queste piante liberino la testa dai pidocchi. L'epiteto specifico (hacquetii) è stato dato in ricordo del professore bretone di Lubiana Hacquet B. (1739 - 1815) autore di una flora della Carnia.
Il nome scientifico della pianta è stato definito per la prima volta dal botanico Siegmund Graf (1801–1838) nella pubblicazione "Flora; oder, (allgemeine) botanische Zeitung. Regensburg, Jena - 17(1): 42" del 1834.

## Descrizione

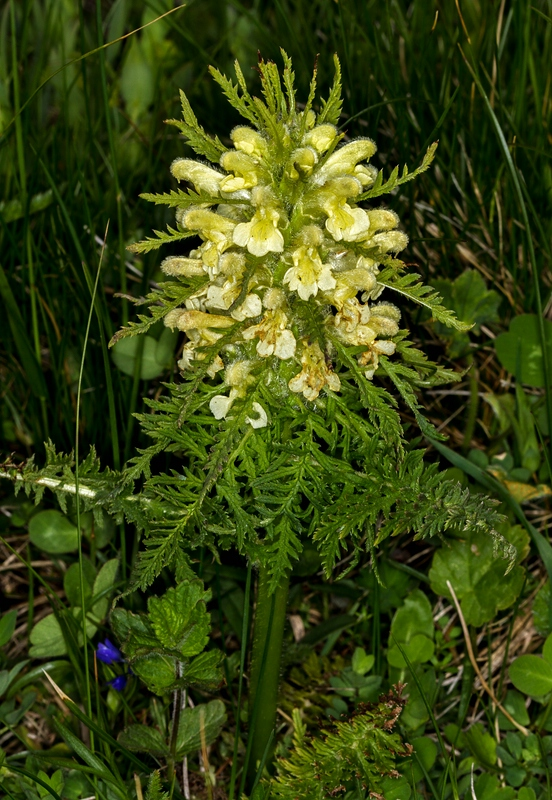
Il portamento

Queste piante sono alte da 3 a 9 dm (massimo 120 cm). La forma biologica è emicriptofita scaposa (H scap), ossia in generale sono piante erbacee, a ciclo biologico perenne, con gemme svernanti al livello del suolo e protette dalla lettiera o dalla neve e sono dotate di un asse fiorale eretto e spesso privo di foglie. Sono piante parassite: le radici mostrano organi specifici per nutrirsi della linfa di altre piante.

### Radici
Le radici, grosse e carnose (a fittone), si distribuiscono a raggiera cercando di raggiungere le radici di altre piante per succhiarne la linfa.

### Fusto
La parte aerea del fusto è eretta con superficie glabra (o pubescente) e sezione scanalata. Il fusto è densamente foglioso anche nell'infiorescenza.

### Foglie

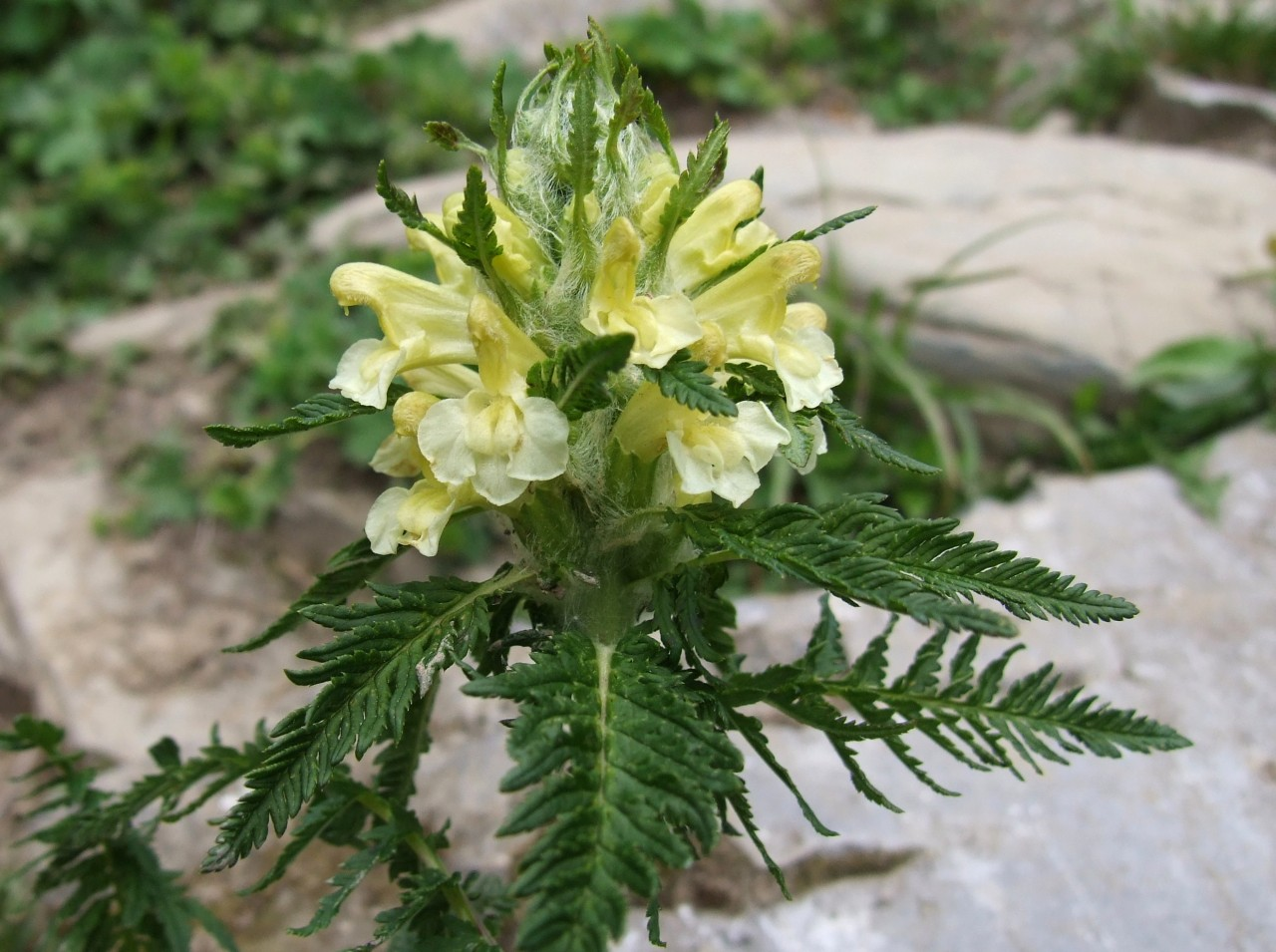
Le foglie

Le foglie basali hanno il contorno tre-angolare e la forma tre-pennatosetta con la parte abassiale pubescente. Le foglie cauline sono progressivamente ridotte. La disposizione delle foglie è alterna. Dimensione delle foglie basali: larghezza 5 – 10 cm; lunghezza 15 – 30 cm. 

### Infiorescenza
Le infiorescenze sono delle dense spighe a forma piramidale formate da fiori peduncolati. Alla base di ogni fiore sono presenti delle brattee di aspetto fogliaceo; quelle superiori sono inciso-dentate e con superficie lanosa alla base.

### Fiore
I fiori sono ermafroditi, zigomorfi (del tipo bilabiato), tetrameri, ossia con quattro verticilli (calice – corolla - androceo – gineceo) e pentameri (la corolla e il calice sono a 5 parti). Lunghezza del fiore: 18 – 25 mm.
- Formula fiorale: per questa pianta viene indicata la seguente formula fiorale:

X, K (5), [C (2+3), A 2+2], G (2), (supero), capsula
- Calice:il calice è gamosepalo con cinque denti ottusi con il bordo bianco (la base del calice è un tubo campanulato). I denti del calice sono incisi fino a metà tubo e sono disuguali: sono tutti brevi (minori di 1 mm) tranne quello posteriore che è lungo 2 – 3 mm. Lunghezza della parte campanulata: 5 – 7 mm.
- Corolla: la corolla, a forma più o meno cilindrica, è gamopetala bilabiata a fauci aperte e cigliata; la lunghezza della corolla è doppia rispetto al calice. Il labbro superiore della corolla è eretto e leggermente curvato (o arrotondato) e sparsamente cigliato o subglabro; quello inferiore è patente con tre lobi più o meno uguali. Il colore della corolla è giallo sulfureo. Lunghezza della corolla: 18 – 25 mm.
- Androceo: l'androceo possiede quattro stami didinami (due grandi e due piccoli). I filamenti sono inseriti più o meno alla base della corolla. Le antere, dissimulate sotto il cappuccio del labbro superiore sono strettamente unite da una fitta peluria. La maturazione del polline è contemporanea allo stigma.[9]
- Gineceo: l'ovario è supero formato da due carpelli ed è biloculare. Lo stilo inserito all'apice dell'ovario è del tipo filiforme; lo stigma è semplice ed è protruso oltre il cappuccio della corolla in modo da evitare l'auto-impollinazione.[9]
- Fioritura: da luglio a agosto.

### Frutti
Il frutto è una capsula loculicida bivalve a forma ovoide-obliqua con una breve punta (a maturità è appena più lunga del calice). I semi sono pochi a forma angolosa.

## Riproduzione
- Impollinazione: l'impollinazione avviene tramite insetti (impollinazione entomogama).
- Riproduzione: la fecondazione avviene fondamentalmente tramite l'impollinazione dei fiori (vedi sopra).
- Dispersione: i semi cadendo a terra sono dispersi soprattutto da insetti tipo formiche (disseminazione mirmecoria).

## Distribuzione e habitat

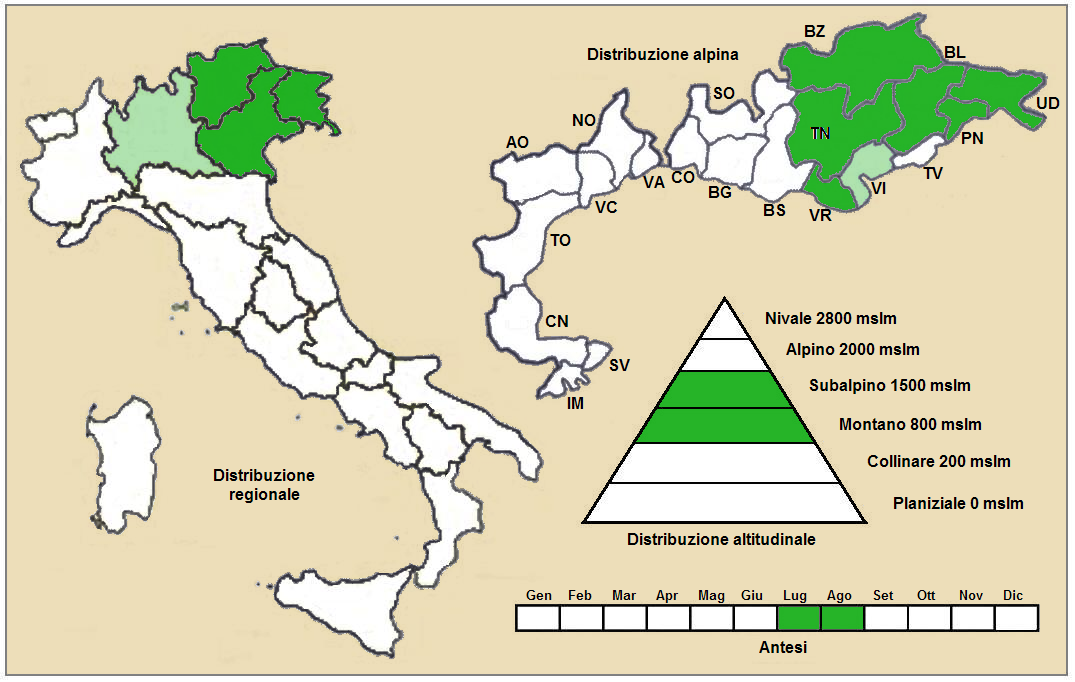
Distribuzione della pianta
(Distribuzione regionale – Distribuzione alpina)

- Geoelemento: il tipo corologico (area di origine) è Orofita - Sud Est Europeo o anche Carpatico.
- Distribuzione: in Italia questa pianta è rara ed è presente solamente nelle Alpi del Nord-Est. Fuori dall'Italia, sempre nelle Alpi, questa specie si trova in Carinzia (Austria) e in Slovenia. Sugli altri rilievi europei collegati alle Alpi si trova nei Carpazi.[11]
- Habitat: l'habitat tipico sono i cespuglieti, la vegetazione con erbe alte nelle radure e nelle zone a cedui; ma anche le praterie rase subalpine rocciose e i popolamenti a felci. Il substrato preferito è calcareo con pH basico, alti valori nutrizionali del terreno che deve essere umido.[11]
- Distribuzione altitudinale: sui rilievi queste piante si possono trovare da 1200 fino a 2000 m s.l.m.; frequentano quindi i seguenti piani vegetazionali: montano e subalpino.

### Fitosociologia
Dal punto di vista fitosociologico la specie di questa scheda appartiene alla seguente comunità vegetale:
Formazione : delle comunità delle macro- e megaforbie terrestri
Classe : Mulgedio-Aconitetea
Ordine : Calamagrostietalia villosae

## Tassonomia
La famiglia di appartenenza della specie (Orobanchaceae) comprende soprattutto piante erbacee perenni e annuali semiparassite (ossia contengono ancora clorofilla a parte qualche genere completamente parassita) con uno o più austori connessi alle radici ospiti. È una famiglia abbastanza numerosa con circa 60 - 90 generi e oltre 1700 - 2000 specie (il numero dei generi e delle specie dipende dai vari metodi di classificazione) distribuiti in tutti i continenti. Il genere Pedicularis comprende 400-500 specie (il genere più numeroso della famiglia con distribuzione quasi cosmopolita - manca in Africa e Australia) delle quali 23 sono presenti nella flora spontanea italiana.

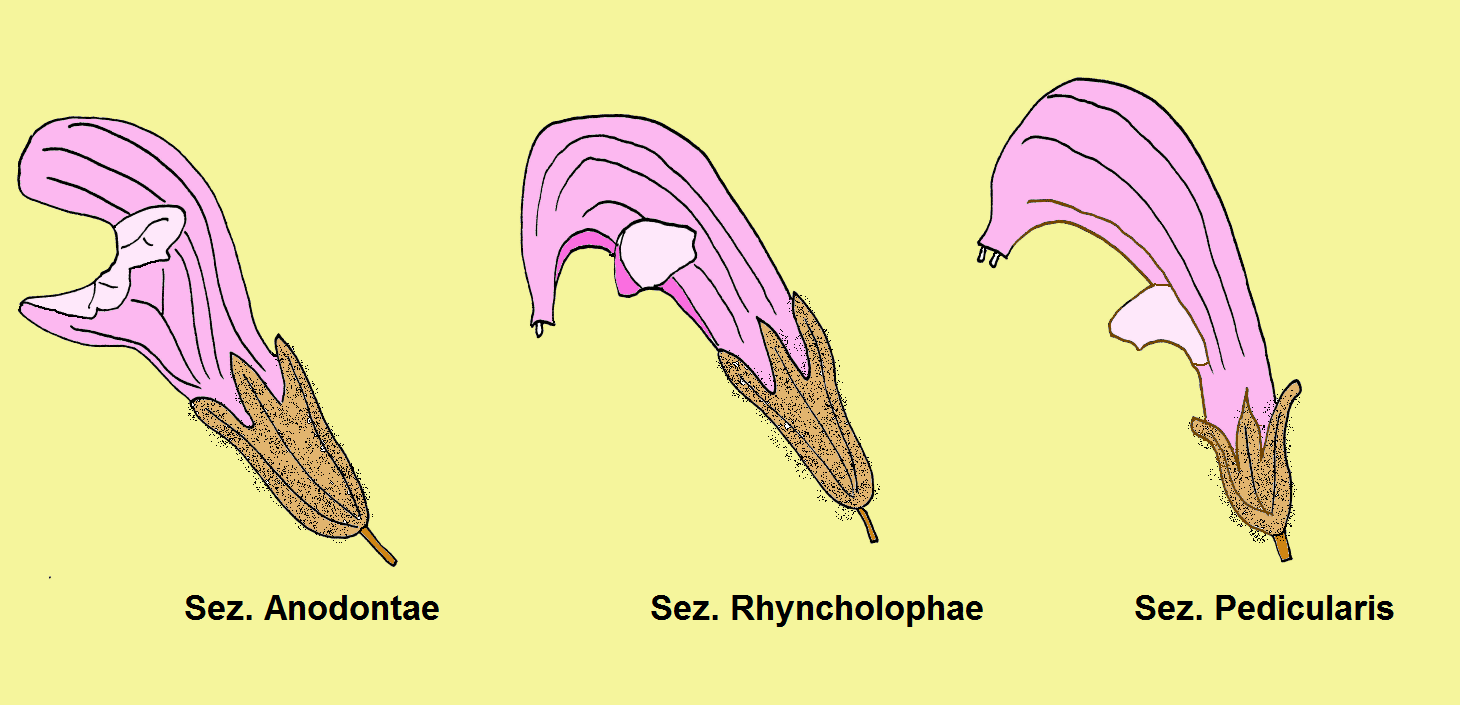
Le tre sezioni del genere

La classificazione del genere è difficile in quanto la forma del fiore è molto simile tra specie e specie; inoltre il colore della corolla nel secco è indistinguibile. Pignatti nella "Flora d'Italia" divide le specie spontanee della flora italiana in tre gruppi in base alla forma del labbro superiore (vedi il disegno):
- Sez. Anodontae: l'apice del labbro superiore della corolla è arrotondato (né rostrato e né dentato).
- Sez. Rhyncholophae: il labbro superiore della corolla è più o meno falcato e termina in un becco allungato.
- Sez. Pedicularis: il labbro superiore della corolla è provvisto di due dentini sotto la parte falcata.

La specie P. hacquetii appartiene alla sez. Anodontae.
Il numero cromosomico di P. hacquetii è: 2n = 16.

### Filogenesi
Secondo una recente ricerca di tipo filogenetico la famiglia Orobanchaceae è composta da 6 cladi principali nidificati uno all'interno dell'altro. Il genere Pedicularis si trova nel quarto clade (relativo alla tribù Pedicularideae). All'interno della tribù il genere è in posizione "gruppo fratello" al resto dei generi della tribù.

### Sinonimi
Questa entità ha avuto nel tempo diverse nomenclature. L'elenco seguente indica alcuni tra i sinonimi più frequenti:
- Pedicularis carpatica (Andrae) Simonk.
- Pedicularis summana Auct. & Sprengel
- Pedicularis transsilvanica Schur

## Altre notizie
La pedicolare di Hacquet in altre lingue è chiamata nei seguenti modi:
- (DE)  Hacquetes Läusekraut
- (FR)  Pédiculaire de Hacquet